# Nederlands-Baltische Vereniging
De Nederlands–Baltische Vereniging is een organisatie die contacten onderhoudt met en voorlichting geeft over (organisaties in) de Baltische landen. De vereniging werd begin 1992 opgericht.

## Opzet
Het bestuur van de vereniging wordt gekozen door en uit de leden. Er zijn twee ledenbijeenkomsten per jaar, in het voor- en najaar. Naast de verenigingszaken wordt op die bijeenkomsten aandacht besteed aan de culturen van Estland, Letland en Litouwen. Het bestuur organiseert af en toe ook manifestaties als een jubileumviering of een Baltische Culturele Middag. In november 2002 werd bijvoorbeeld de Litouwse staatsman en pianist Vytautas Landsbergis naar Nederland gehaald, die voor de vereniging pianomuziek van Čiurlionis speelde.
De leden zijn over het algemeen Nederlanders met belangstelling voor één of meer Baltische landen. Sommigen hebben een Estische, Letse of Litouwse partner en sommige leden zijn in de landen zelf geboren. Daarnaast zijn hulpgroepen die zich richten op het Balticum, bij de vereniging aangesloten.

## Activiteiten
De Nederlands–Baltische Vereniging wil voorlichting geven over Estland, Letland en Litouwen, hun culturen en de samenwerkingsverbanden die met die drie landen bestaan. De vereniging geeft al sinds het begin in 1992 een tijdschrift uit, de Baltische Wijzer. Het verschijnt driemaal per jaar. In 1998 en 2002 publiceerde de Vereniging de Baltische Almanak, een boekje met Nederlandstalige informatie over Estland, Letland en Litouwen.
Diverse (ex-)bestuursleden verzorg(d)en in heel Nederland (en soms in het buitenland) lezingen, presentaties en cursussen over de drie landen of werkten er als reisleider. Indien nodig reageert de vereniging of een van zijn leden als de Nederlandse pers een onjuiste voorstelling van zaken geeft over het Balticum. In de tijd dat er nog informatiemarkten over Centraal- en Oost-Europa werden gehouden, had de vereniging daar vaak een informatiestand.

## Contacten
De vereniging onderhoudt contacten met de Litouwse, Letse en Estische ambassades in Nederland, de Nederlandse ambassades in het Balticum en de Baltische honoraire consuls in Nederland. Zo maakte een honorair consul deel uit van het bestuur. Ook worden contacten onderhouden met zusterorganisaties, Nederlands-Baltische steden- en gemeentebanden en hulpgroepen.

## Noot
1. ↑  Interview met de Volkskrant tijdens Landsbergis' verblijf in Nederland